# Distretto di Llipata
Il distretto di  Llipata è uno dei cinque distretti della provincia di Palpa, in Perù. Si trova nella regione di Ica e si estende su una superficie di  186,18 chilometri quadrati.